# Sierra de la Plata
Sierra de la Plata („góry pełne srebra”) – legenda o skarbach ze srebra, które – jak wierzono – znajdowały się w interiorze Ameryki Południowej. Przekonanie to umacniało się wraz z przedmiotami wykonanymi ze srebra, które Europejczycy spotykali u plemion tubylczych. W XVI wieku estuarium rzek Urugwaju i Parany zostało nazwane Río de la Plata, ponieważ wierzono, że płynąc w górę tego estuarium, dotrze się do Sierra de la Plata. Nigdy nie stwierdzono istnienia takich gór, bogatych w złoża srebra. Najbliższa tej legendzie jest kopalnia srebra w Potosí, w Boliwii. Z łacińskiego terminu określającego srebro (argentum) wzięło swoją nazwę państwo Argentyna.